# 佐藤康一郎
佐藤 康一郎（さとう こういちろう、1973年 -）は日本の経済学者。専修大学経営学部教授。

## 略歴
1992年、東海大学第一高等学校卒業、1998年3月専修大学商学研究科商学専攻 修士課程修了 修士（商学）、2002年3月上智大学経済学研究科経済制度･組織専攻 博士課程単位取得後満期退学する。専門分野は商学（マーケティング、大学生の食生活、ベトナム）

## 著書・論文歴

### 共著
- 『現代フードサービス論』（創成社、2015）
- 『変容するベトナムの社会構造 -ドイモイ後の発展と課題-』（専修大学出版局、2017）
- 『若者たちの食卓』（ナカニシヤ出版、2017）
- 『基本マーケティング用語辞典[新版]』（白桃書房、2004）